# Birgit Hogefeldová
Birgit Elisabeth Hogefeldová (* 27. červenec 1956, Wiesbaden) je bývalou členkou teroristické organizace Frakce Rudé armády, náleží ke třetí generaci RAF. Byla odsouzena na doživotí za těžké zločiny vražd, pokusů o vraždy a příslušnosti k teroristické organizaci. Z vězení byla podmíněně propuštěna v červnu 2011 jako poslední vězněný člen RAF.

## Zatčení
Při akci GSG-9 byla 27. června 1993 zatčena na nádraží v Bad Kleinen. V přestřelce zahynul policista Michael Newrzella a Wolfgang Grams spáchal sebevraždu.

## Odsouzení
V listopadu 1996 byla uznána vinou v těchto bodech:
- vražda dvacetiletého amerického vojáka Edwarda Pimentala. Pimental popíjel v noci 8. srpna 1985 spolu s dalšími americkými vojáky ve wiesbadenské hospodě, když jej Hogefeldová pozvala k baru. Spolu s ní opustil hospodu a téže noci byl nalezen zavražděný v nedalekém parku. Jeho vojenské doklady byly ukradeny a použity následující den při pumovém útoku na Rýnsko-mohanskou leteckou základnu. Muž s jeho doklady přijel na základnu Volkswagenem Passat naloženým 240 kg výbušnin. Vražda Edwarda Pimentala vyvolala vzrušenou diskusi v krajnělevicových kruzích v Německu, neboť byl první cílenou obětí bez ekonomického či politického vlivu.
- výbuch na americké Rýnsko-mohanské letecké základně, při kterém zemřeli dva lidé a jedenáct bylo zraněno;
- atentát na Hanse Tietmeyera a jeho řidiče;
- pumový útok na vězení v hesenském Weiterstadtu;
- příslušnost k teroristickému hnutí.

## Propuštění
Z vězení byla podmíněně propuštěna až v červnu 2011 poté, co spolkový president Horst Köhler zamítl v roce 2007 žádost o milost.